# Оккультная химия
«Оккультная химия: наблюдение химических элементов при помощи ясновидения» (англ. Occult Chemistry: Clairvoyant observations on the chemical elements) — книга президента Теософского Общества Анни Безант и члена Т. О. Чарлза Ледбитера; первое издание вышло в 1908 году с подзаголовком: «Перепечатано из „Теософиста“».

## Начало исследований
Работа авторов по «оккультному исследованию структуры материи» началась ещё в 1895 году, её результаты сначала были изложены в журнальных статьях, а позднее в отдельном издании книги.
А. П. Синнетт редактировал второе издание, опубликованное в 1919 году. Он описал в начале книги, как в 1895 г. начиналась работа авторов:

«Однажды я спросил м-ра Ледбитера, думает ли он, что может действительно увидеть молекулу физической материи. Он охотно согласился попробовать, и я предложил молекулу золота в качестве объекта, который он бы мог попытаться наблюдать. Он сделал определённую попытку и сообщил в результате, что эта молекула имеет чересчур сложную структуру для того, чтобы её описать».
В полном соответствии с научными представлениями начала 20-го века в книге утверждалось, что физический мир состоит из «шестидесяти-семидесяти химических элементов», соединённых в бесчисленном множестве комбинаций. Эти комбинации подпадают под три основные категории — твёрдое, жидкое и газообразное, как признанные состояния физической материи — «теоретический эфир вряд ли стоит считать материальным».
По информации авторов, они брали для исследования различные вещества: поваренную соль, фрагменты таких металлов, как железо, олово, цинк, серебро, золото. «Всего было исследовано 57 элементов из 78, признаваемых современной химией».

## Полученные результаты
При исследовании водорода было установлено, что его «атом» состоит из «шести меньших частиц, заключённых в яйцеобразную форму. Она вращалась с огромной скоростью вокруг своей собственной оси, вибрируя в то же самое время, и внутренние частицы совершали аналогичное вращение». Эти шесть «частиц» содержали в себе по три «предельных физических атома» в каждой из них.
На диаграмме справа показано последовательное расщепление атомов водорода (левая колонка), кислорода (средняя колонка) и азота (правая колонка) из состояния целого атома (внизу) через три промежуточных «эфирных» уровня до уровня «элементарных» частиц, так называемых «предельных физических атомов» (вверху). «Предельный физический атом обозначен буквой „a“ и нарисован только один раз, поскольку он везде один и тот же». Позднее «оккультные химики» использовали для названия этой «предельной частицы» термин «ану», взятый ими из джайнистской метафизики. Как показано в нижнем правом углу верхней части каждой колонки, водород содержит 18 ану, кислород — 290 ану и азот — 261 ану.

## Критика
Безант и Ледбитер написали книгу, основанную на «псевдонаучной» концепции экстрасенсорного восприятия. Дж. Макбрайд (Йельский университет) писал, что нет никаких сведений, чтобы кто-то ещё после Безант и Ледбитера когда-либо успешно повторил ясновидческое наблюдение атомов. И даже Джинараджадаса, помогавший авторам в течение 38 лет, «был только регистратором и поставщиком образцов», но никак не наблюдателем. Структура же атомов, выявленная и многократно подтверждённая разнообразными и независимыми методами официальной науки, никоим образом не совпадает с тем, что «наблюдали» «оккультные химики». Макбрайд не преминул отметить, что всё же есть несколько публикаций физика-теоретика Стивена Филлипса, который серьёзно убеждён в истинности картины микромира, представленной Безант и Ледбитером. По мнению Филлипса, описанные ими «ану» — это субкварки, существование коих пока ещё экспериментально не подтверждено, но для которых он пытается найти теоретическое обоснование.

## Издания
- Okkulte Chemie: Eine Reihe hellseherischer Beobachtungen über die chemischen Elemente. — 3-е изд. — Leipzig: Theosophisches Verlagshaus, 1924. — 184 S.
- Occult Chemistry: Investigations by Clairvoyant Magnification Into the Structure of the Atoms of the Periodic Table and of Some Compounds / Под ред. C. Jinarajadasa. — 3-е изд. — Adyar: Theosophical Publishing House, 1951. — 396 p.
- Оккультная химия: наблюдение химических элементов при помощи ясновидения = Occult Chemistry: Clairvoyant observations on the chemical elements / Пер. с англ. К. Зайцева. — М.: Амрита-Русь, 2008. — 208 с. — (Классика духовной мысли). — 5000 экз. — ISBN 978-5-9787-0186-9.

## Интересные факты
Исследователь истории ядерной физики д-р Хьюз однажды наткнулся в архиве библиотеки Кембриджского университета на большую коробку с рукописями, принадлежавшими английскому учёному, нобелевскому лауреату 1922 года, Фрэнсису Астону. Среди бумаг была 15-страничная рукопись под названием «К вопросу о гомогенности атмосферного неона», содержащая описание экспериментов по извлечению изотопа неона со странным названием «метанеон». Изучив рукопись, Хьюз установил, что Астон взял этот термин из книги Безант и Ледбитера «Оккультная химия», авторы которой утверждали, что они исследовали несколько неизвестных науке химических элементов, в том числе и «метанеон». Астон писал, что в 1912 году он выделил эту разновидность неона, и его очень удивило, что атомный вес нового изотопа отличается от атомного веса «метанеона» (22,33) в пределах одного процента.

## Комментарии
1. ↑  «29 editions published between 1908 and 1967 in 3 languages and held by 94 WorldCat member libraries worldwide».[2]
2. ↑  По результатам ясновидческих исследований авторов ими были совместно написаны три книги: «Occult Chemistry» (1908), «Man: Whence, How and Whither» (1913) и «The Lives of Alcyone» (1924).[3]
3. ↑  С 1895 по 1899 год Безант и Ледбитер готовили материалы, которые послужили основой их будущей книги, опубликованной в 1908 году.[5]
4. ↑  «Mrs. Besant had been intensively involved with chemistry during the period 1878—1883, when, in her early thirties, she was one of the first female students and assistants in London University».[6]
«She [Besant] took courses at London University to earn a Bachelor of Science degree, but failed her chemistry exam three times».[7]
5. ↑  Cit. Occult Chemistry. Clairvoyant Observations on the Chemical Elements, 1919, p. 2.[8]
6. ↑  Cit. Occult Chemistry. A Series of Clairvoyant Observations on the Chemical Elements, 1st ed., TPS, London, 1909, p. 2.[6]
7. ↑  Cit. Occult Chemistry. Clairvoyant Observations on the Chemical Elements, 1919, p. 9.[9]
8. ↑  Поскольку ни Безант, ни Ледбитеру не требовалось во время исследования пребывать в трансе, подобно медиумам, они могли диктовать о наблюдаемой картине секретарю и рисовать диаграммы.[8]
9. ↑  Cit. Occult Chemistry. A Series of Clairvoyant Observations on the Chemical Elements, 1st ed., TPS, London, 1909, p. xiii.[6]
10. ↑  Однако Дж. Ходсон в сообщении о своём сотрудничестве с учёными (когда его попросили «провести исследование некоторых элементов с помощью ясновидения») рассказал, что во многих случаях он наблюдал структуры, подобные «геометрическим фигурам», описанным в «Оккультной химии». (См. «Вестник теософии», 2008, №1).

Б. Кейдэн писал, что по запросу д-ра Э. Лестера Смита (англ. Ernest Lester Smith, DSc, FRS) Дж. Ходсон провёл наблюдение химических элементов на атомном и субатомном уровнях с целью проверки гипотез в области оккультной химии, выдвинутых Безант и Ледбитером. Эта работа была зафиксирована в виде надиктованных Ходсоном записей на магнитофонной ленте[11] Тиллетт отметил: «Geoffry Hodson, whose work is seen in Theosophical circles to parallel that of Leadbeater, and who had also done psychic research into occult chemistry, argued that his independent research had validated Leadbeater's material».[12].

Макбрайд не считает «оккультных химиков» Безант и Ледбитера ни душевнобольными, ни «циничными шарлатанами», по его мнению, они были наивными людьми, искренне уверовавшими в реальность своих галлюцинаций[6].
11. ↑  «The explorations into atoms and molecules which had begun in 1895, and continued, sporadically, throughout the years until 1932, had produced great masses of material which Jinarajadasa compiled and collated, and which he intended to publish. It was the one area of clairvoyant investigation which Leadbeater pursued up until his death».[13]
12. ↑  «Dr. Stephen Phillips, a Cambridge graduate, who came across Occult Chemistry and began examining it in the light of modern atomic physics».[17]
«Dr. Phillips conclusions and scientific basis for his arguments were published by the TPH in America in 1980 under the title Extra-sensory Perception of Quarks».[18]
13. ↑  В 1979 году Филлипс опубликовал в журнале «Physics Letters» статью, в которой высказал предположение, что кварки состоят из "более фундаментальных" частиц — омегонов. По его мнению, именно омегоны фигурируют в «Оккультной химии» как "предельные физические атомы".[19]